# マーティン・エデン
『マーティン・エデン』（Martin Eden）は、2019年のイタリア・フランスのドラマ映画。監督はピエトロ・マルチェッロ、出演はルカ・マリネッリ、ジェシカ・クレッシー、カルロ・チェッキなど。ジャック・ロンドンが1909年に上梓した自伝的小説『マーティン・イーデン』を原作としているが、映画化にあたり、物語の舞台をアメリカ西海岸からナポリに変更する等の脚色が施されている。
第76回ヴェネツィア国際映画祭にてコンペティション部門に出品され、ルカ・マリネッリがヴェネツィア国際映画祭男優賞（ヴォルピ杯）を獲得した。

## ストーリー
イタリア・ナポリの港湾地区で生まれ育った貧しい船乗りの青年マーティン・エデンは、上流階級の女性エレナに出会い、彼女の美しさと知性に惹かれるとともに、文学への関心に目覚める。作家を志し、独学で執筆を続けるうちに盟友ルス・ブリッセンデンとも出会い、幾多の挫折と障壁を乗り越えてついに名声と富を手にするマーティンだったが、やがて若き日の希望と情熱は失われていく。

## キャスト
- マーティン・エデン: ルカ・マリネッリ - 貧しい船乗りの青年。
- エレナ・オルシーニ: ジェシカ・クレッシー - 上流階級の知的な令嬢。
- ルス・ブリッセンデン: カルロ・チェッキ（イタリア語版） - マーティンが出会った詩人で作家。
- ニーノ: ヴィンチェンツォ・ネモラート（イタリア語版） - マーティンの友人で後にマネージャに。
- ベルナルド・フィオーレ: マルコ・レオナルディ（イタリア語版） - マーティンの義兄（姉の夫）。
- マルゲリータ: デニーズ・サルディスコ - マーティンの情婦で後に妻に。
- マリア: カルメン・ポメッラ - マーティンを自宅に下宿させて世話をしてやった女性。
- ジュリア・エデン: アウティリア・ラニエリ - マーティンの姉。ベルナルドの妻。
- マチルデ・オルシーニ: エリザベッタ・ヴァルゴイ - エレナの母親。
- オルシーニ氏: ピエトロ・ラグーサ（イタリア語版） - エレナの父親。
- アルトゥーロ・オルシーニ: ジュスティニャーノ・アルピ（イタリア語版） - エレナの弟。

## 製作
撮影は2018年5月よりナポリ、サンタ・マリーア・ラ・フォッサ、トッレ・アンヌンツィアータで行われた。 

## 作品の評価

### 映画批評家によるレビュー
Rotten Tomatoesによれば、批評家の一致した見解は「『マーティン・エデン』は一人の男の充足感の探求を燃料として社会的かつ個人的な複雑で多様なテーマを意欲的に、そしてしばしば実りあるものにしている。」であり、106件の評論のうち高評価は87%にあたる92件で、平均点は10点満点中7.4点となっている。
Metacriticによれば、22件の評論のうち、高評価は15件、賛否混在は6件、低評価は1件で、平均点は100点満点中75点となっている。

### 主な受賞とノミネート
- 第76回ヴェネツィア国際映画祭
  - 男優賞（ルカ・マリネッリ）
  - ノミネート：金獅子賞
- トロント国際映画祭（2019年）[8]
  - プラットフォーム賞
- ダヴィッド・ディ・ドナテッロ賞（2020年）[8]
  - 脚色賞（マウリツィオ・ブラウッチ、ピエトロ・マルチェッロ）
  - ノミネート：作品賞
  - ノミネート：監督賞（ピエトロ・マルチェッロ）
  - ノミネート：プロダクション賞（ピエトロ・マルチェッロ 、ベッペ・カスケット、トマ・オルドノー、ミヒャエル・ヴェバー、ヴィオラ・フーゲン、RaiCinema）
  - ノミネート：主演男優賞（ルカ・マリネッリ）
  - ノミネート：撮影賞（フランチェスコ・ディ・ジャコモ）
  - ノミネート：衣装デザイン賞（アンドレア・カヴァレット（イタリア語版））
  - ノミネート：ヘアメイク賞（ダニエーラ・タルターリ）
  - ノミネート：編集賞（アリーヌ・エルヴェ、ファブリツィオ・フェデリーコ）
  - ノミネート：音響賞（デニー・デ・アンジェリス、シモーネ・パネッタ、ステファノ・グロッソ、ミハウ・カチュマレク）
  - ノミネート：ヤング・ダヴィッド賞